# Luchas sociales

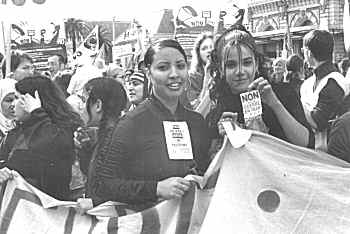
Manifestación popular contra la guerra en Francia.

Las luchas sociales son manifestaciones de la población en honor de un objetivo de bienestar gremial o multitudinario. También pueden no tener un propósito definido y ser una muestra de rechazo sin determinación objetiva, proceder guiado por el malestar social. Las luchas sociales de cada tiempo dan cuenta, de manera fiel, de las transes de cada periodo histórico. Por eso mismo, la historia oficial tiende a obviar muchos de esos procesos, quedando estos en lo que Walter Benjamin llamaba "las ruinas de la historia".
En el período actual, algunos antropólogos, sociólogos, filósofos, entre otros, han categorizado la agrupación de los movimientos críticos al liberalismo como "luchas sociales" contra algunos efectos político-económicos de la "globalización corporativa" o "luchas sociales contra los liberales" (e.g. anti TLC). No serían luchas contra la empresa privada ni el mercado, ya que el sector privado goza de una relativa aceptación mayor que el sector público, sino que serían luchas contra el privilegio gubernamental a algunas empresas y contra el monopolio o competencia desleal patrocinada por parte de la clase política. Sus objetivos serían algunos sectores privados monopólicos o corporaciones internacionales privilegiadas legalmente o subvencionadas económicamente por los gobiernos.
También suele ubicarse como un potencial cambio social la superación política del Estado-nación y los monopolios estatales, como parte de la globalización, la cual es básicamente causada por el desarrollo tecnológico y económico, y no debe confundirse con las políticas de organismo internacionales (FMI, BM, etc.), y gobiernos cuyas políticas son más cercanas al mercantilismo corporativista que a la economía de mercado libre.
Para sociólogos ligados a la teoría de la sociedad del riesgo, las actuales luchas sociales se enmarcan en procesos que van más allá de cualquier lucha contra el "capitalismo" o la "lucha de clases". Tendría que ver más con una manifestación aún inmadura de cambio social en el cual las bases mismas de la modernidad estarían a punto de ser superadas en el próximo tiempo. Estas "revoluciones" potenciales, que incluso podrían desarmar el actual enfoque -que tiene más de una interpretación-, son las siguientes:
- Revolución microelectrónica: junto con la desindustrialización, la revolución digital es la transformación de paso hacia la era de la información. Plantea una nueva forma filosófica de entender el trabajo, relaciones sociales, estrato socioeconómico, la tecnología y formas de producción. Es la superación definitiva de la industrialización clásica.
- Revolución feminista: es la transformación de la socialización del sexo (sexualidad) y la idea tradicional de familia. La mujer, en tanto, progresivamente va ganando espacios que otrora eran exclusivamente masculinos con todo el impacto social que dicho cambio sugiere.
- Revolución ecológica: desde la década de los 70, el ecologismo ha ido avanzando en las distintas capas de la sociedad bajo una premisa fundamental: "el crecimiento tiene un límite" o "el crecimiento debe ser sostenible". La necesidad de tomar ciertos puntos mínimos de la teoría ecológica para salvaguardar el ecosistema, significaría necesariamente desmontar la visión clásica de la economía industrialista tradicional.
- Revolución socio-política: es también el fin del conocido paradigma filosófico moderno (izquierda vs. derecha, liberalismo vs. socialismo, etc.) y aparecería como consecuencia de la progresiva expansión de la apertura de lo político a los ciudadanos (o en algunos casos, la acción ciudadana por omisión de lo político, que es denominado la "crisis de la representación política") lo que va haciendo desaparecer radicalmente las diferencias clásicas entre capitalistas y rojos. No es el fin de lo político sino el fin de la política de la modernidad junto con el fin de su modelo económico tradicional y sus ideologías; es el renacimiento de lo político para una nueva era.